# 人生の空から
「人生の空から」（たびのそらから）は、松山千春が1980年9月21日にリリースした9枚目のシングルである。

## 解説
松山を中心に設立したNEWSレコードからの第1弾シングル。
当時では珍しい2枚組・4曲入のシングルであった。
発売当初、プレスの失敗により、音とびが生じるものが見つかり、一時的に回収されたことがあった。

## 収録曲

### Disc 1
| 全作詞・作曲: 松山千春。 |                  |           |            |          |      |
| #                        | タイトル         | 作詞      | 作曲・編曲 | 編曲     | 時間 |
| 1.                       | 「人生の空から」 | 松山千春  | 松山千春   | 大原茂人 | 3:16 |
| 2.                       | 「雨の夜」       | 松山千春  | 松山千春   | 青木望   | 4:23 |
| 合計時間:                | 合計時間:        | 合計時間: | 7:39       |          |      |

### Disc 2
| 全作詞・作曲: 松山千春、全編曲: 大原茂人。 |                  |          |            |      |
| #                                          | タイトル         | 作詞     | 作曲・編曲 | 時間 |
| 1.                                         | 「海を見つめて」 | 松山千春 | 松山千春   | 4:12 |
| 2.                                         | 「こいごころ」   | 松山千春 | 松山千春   | 3:55 |
| 合計時間:                                  | 合計時間:        | 8:07     |            |      |